# Cizinka: Krev mé krve
Cizinka: Krev mé krve (v originále Outlander: Blood of My Blood) je připravovaný britsko-americký dramatický televizní seriál, který předchází televizní adaptaci knižní série Cizinka od spisovatelky Diany Gabaldon.
Seriál sleduje rodiče obou budoucích protagonistů z původního seriálu, Jamieho Frasera a Claire Beauchamp. Odehrává se ve Skotsku v 18. století. Jamieho rodiče hrají Harriet Slater jako Ellen MacKenzie a Jamie Roy jako Brian Fraser. Rodiče Claire z doby 1. světové války hrají Hermione Corfield jako Julia Moriston a Jeremy Irvine jako Henry Beauchamp.
Seriál má obsahovat deset dílů. První díl byl odvysílán na stanici Starz 8. srpna 2025. V červnu 2025 bylo oznámeno, že se připravuje 2. sezóna.

## Obsazení
| Harriet Slater     | Ellen MacKenzie            |
| Jamie Roy          | Brian Fraser               |
| Hermione Corfield  | Julia Moriston             |
| Jeremy Irvine      | Henry Beauchamp            |
| Tony Curran        | Lord Lovat                 |
| Rory Alexander     | Murtagh Fitzgibbons Fraser |
| Sam Retford        | Dougal MacKenzie           |
| Séamus McLean Ross | Colum MacKenzie            |
| Conor MacNeill     | Ned Gowan                  |
| Brian McCardie     | Isaac Grant                |
| Jhon Lumsden       | Malcolm Grant              |
| Sara Vickers       | Davina Porter              |
| Peter Mullan       | Red Jacob MacKenzie        |

## Výroba

### Vývoj
V únoru 2022 bylo oznámeno, že byl rozpracován prequelový seriál s Matthew B. Robertsem coby scenáristou a výkonným producentem. V květnu 2022 výkonný producent Maril Davis potvrdil, že se seriál zaměří na rodiče Jamieho Frasera. V srpnu 2022 bylo potvrzeno, že prequelový seriál ponese název Blood of My Blood. V lednu 2023 stanice Starz objednala 10dílnou první řadu.

### Casting
V únoru 2024 první oznámení o castingu odhalilo, že Harriet Slater, Jamie Roy, Hermiona Corfield a Jeremy Irvine byli obsazeni jako budoucí rodiče Jamieho a Claire. Tony Curran byl také obsazen jako Lord Lovat, Jamieho dědeček. Poté byli jako mladší verze postav z původního seriálu obsazeni Rory Alexander, Sam Retford, Séamus McLean Ross a Conor MacNeill. V dubnu byli k obsazení přidáni Brian McCardie, Jhon Lumsden, Sara Vickers a Peter Mullan.

### Natáčení
Natáčení začalo v lednu 2024 ve skotském Glasgow, ale výroba musela být pozastavena kvůli bouřím na natáčecí lokaci. Natáčení bylo obnoveno na konci února. Část natáčení také probíhalo na hradě Doune, který posloužil jako hrad Leoch.